# Майлан
Майла́н (каз. Майлан) — село у складі Єрейментауського району Акмолинської області Казахстану. Адміністративний центр та єдиний населений пункт Майланської сільської адміністрації.
До 2023 року село називалось Новомарковка.
Населення — 1423 особи (2021; 1826 у 2009, 2140 у 1999, 2462 у 1989).
Національний склад станом на 1989 рік:
- росіяни — 39 %;
- казахи — 28 %.